# Nactus soniae
Nactus soniae là một loài thằn lằn trong họ Gekkonidae. Loài này được Arnold & Bour mô tả khoa học đầu tiên năm 2008.